# 歐爾毛伊山
歐爾毛伊山（英語：Mount Ormay）是南極洲的山峰，位於麥克羅伯特森地，處於巴特沃思山以南1.9公里，屬於查爾斯王子山脈中阿拉米斯山脈的一部分，根據澳大利亞探險隊拍攝的空中照片繪入地圖，現時由南極條約體系管理。